# Кароліна Мендоса (стрибунка у воду)
Кароліна Мендоса (25 квітня 1997) — мексиканська стрибунка у воду.
Учасниця Олімпійських Ігор 2012, 2020 років.